# Franco Croce
Franco Croce Bermondi (Genova, 9 gennaio 1927 – Santhià, 27 dicembre 2004) è stato uno storico della letteratura e critico letterario italiano.

## Biografia
Docente all’Università di Genova, collaborò con Walter Binni alla rifondazione nel 1953 della «Rassegna della letteratura italiana», rivista sulla quale pubblicò molti dei suoi studi. Studioso del Seicento, fu anche critico militante attento alle nuove tendenze della poesia. 
Morì nel 2004 a Santhià in un incidente automobilistico. Molti dei suoi lavori sono stati raccolti nel volume postumo Il barocco di Franco Croce: tra saggi e recensioni, a cura di Alberto Beniscelli e Quinto Marini, Firenze, Le lettere, 2014.

## Opere principali
- L'Aristodemo del Dottori e il Barocco, Firenze, Le Monnier, 1957
- Carlo De' Dottori,	Firenze, La nuova Italia, 1957
- Federico della Valle, Firenze, La Nuova Italia, 1965
- Tre momenti del barocco letterario italiano, Firenze, Sansoni, 1966
- Storia della poesia di Eugenio Montale, Genova, Costa & Nolan, 1991
- La primavera hitleriana e altri saggi su Montale, Genova, Marietti, 1997
- Alberto Beniscelli e Quinto Marini (a cura di), Il barocco di Franco Croce. Tra saggi e recensioni, Firenze, Le Lettere, 2014, ISBN 978-88-6087-873-1.